# والتر موسر
والتر موسر (بالإنجليزية: Walter Moser) هو لاعب كرة قاعدة أمريكي، ولد في 27 فبراير 1881 في كونكورد في الولايات المتحدة، وتوفي في 10 ديسمبر 1946 في فيلادلفيا في الولايات المتحدة.

## وصلات خارجية
- والتر موسر على موقعبيزبول رفرنس.كوم (الدوري الرئيسي) (الإنجليزية)
- والتر موسر على موقعبيزبول رفرنس.كوم (الدوري الثانوي) (الإنجليزية)